# 萨尼巴尔·奥拉霍瓦奇
萨尼巴尔·奥拉霍瓦奇（Sanibal Orahovac，1978年12月12日—）是一位黑山球员，场上位置为中场。身高1米79
自2008年起为效力韦恩。之前曾在贝尔格莱德红星、卡尔斯鲁厄队及踢球。